# Whitharral
Whitharral es un lugar designado por el censo ubicado en el condado de Hockley en el estado estadounidense de Texas. En el Censo de 2020 tenía una población de 119 habitantes y una densidad poblacional de 41,32 habitantes por km². Fue incluido como CDP en el censo de 2020.

## Geografía
Whitharral se encuentra ubicado en las coordenadas 33°44′15″N 102°19′38″O / 33.73750, -102.32722. Según la Oficina del Censo de los Estados Unidos,  tiene una superficie total de 2,88 km², todos correspondientes a tierra firme.